# Furio Colombo
Pour les articles homonymes, voir Colombo (homonymie).
Furio Colombo (né le 1er janvier 1931 à Châtillon et mort le 14 janvier 2025 à Rome) est un journaliste, un écrivain et un homme politique italien, membre du Parti démocrate et avant 2007 des Démocrates de gauche et du Parti des démocrates de gauche. Il est également connu sous le pseudonyme de Marc Saudade. Il a été élu député de 1996 à 2001 puis de 2008 à 2013. Il a été sénateur de 2006 à 2008.

## Biographie
D'origine juive[réf. nécessaire], Furio Colombo travaille dès 1955 pour la RAI où il dirige des programmes culturels et réalise des documentaires et des reportages, avec des jeunes intellectuels comme Emilio Garroni, Luigi Silori, Umberto Eco, Mario Carpitella, Antonio Santoni Rugiu .
Dans les années 1970, il enseigne en DAMS (acronyme de Discipline delle Arti, della Musica e dello Spettacolo) à l'université de Bologne où il enseigne le langage de la radio et de la télévision entre 1970 et 1975.
En 1972, il est acteur dans le film L'Affaire Mattei dans lequel il joue son propre rôle. Il interviewe Pier Paolo Pasolini juste avant son homicide à l'Idroscalo d'Ostia, entretien posthume publié sur Tuttolibri le 8 novembre 1975.
Il fait adopter en Italie une loi sur la Journée dédiée à la mémoire des victimes de l'Holocauste dès 2000, deux ans avant qu’elle ne devienne internationale. 
Il enseigne le journalisme à l'université Columbia pendant qu'il préside FIAT aux États-Unis. Entre 2001 et 2005, il dirige le quotidien de gauche L'Unità.
En mai 2015, il adhère au Parti radical transnational, pour fêter l'anniversaire de Marco Pannella. Fin 2015, il participe à la création de La nave di Teseo, une maison d'édition, avec notamment Umberto Eco.

## Publications
- L'ultima intervista di Pasolini  (trad. Hélène Frappat), Allia, 2010, 64 p. (ISBN 978-2-84485-342-4)